# Eucalyptus kybeanensis
Eucalyptus kybeanensis är en myrtenväxtart som beskrevs av Joseph Henry Maiden och Cambage. Eucalyptus kybeanensis ingår i släktet Eucalyptus och familjen myrtenväxter. Inga underarter finns listade i Catalogue of Life.